# Archives apostoliques du Vatican
Pour les articles homonymes, voir Archives secrètes.

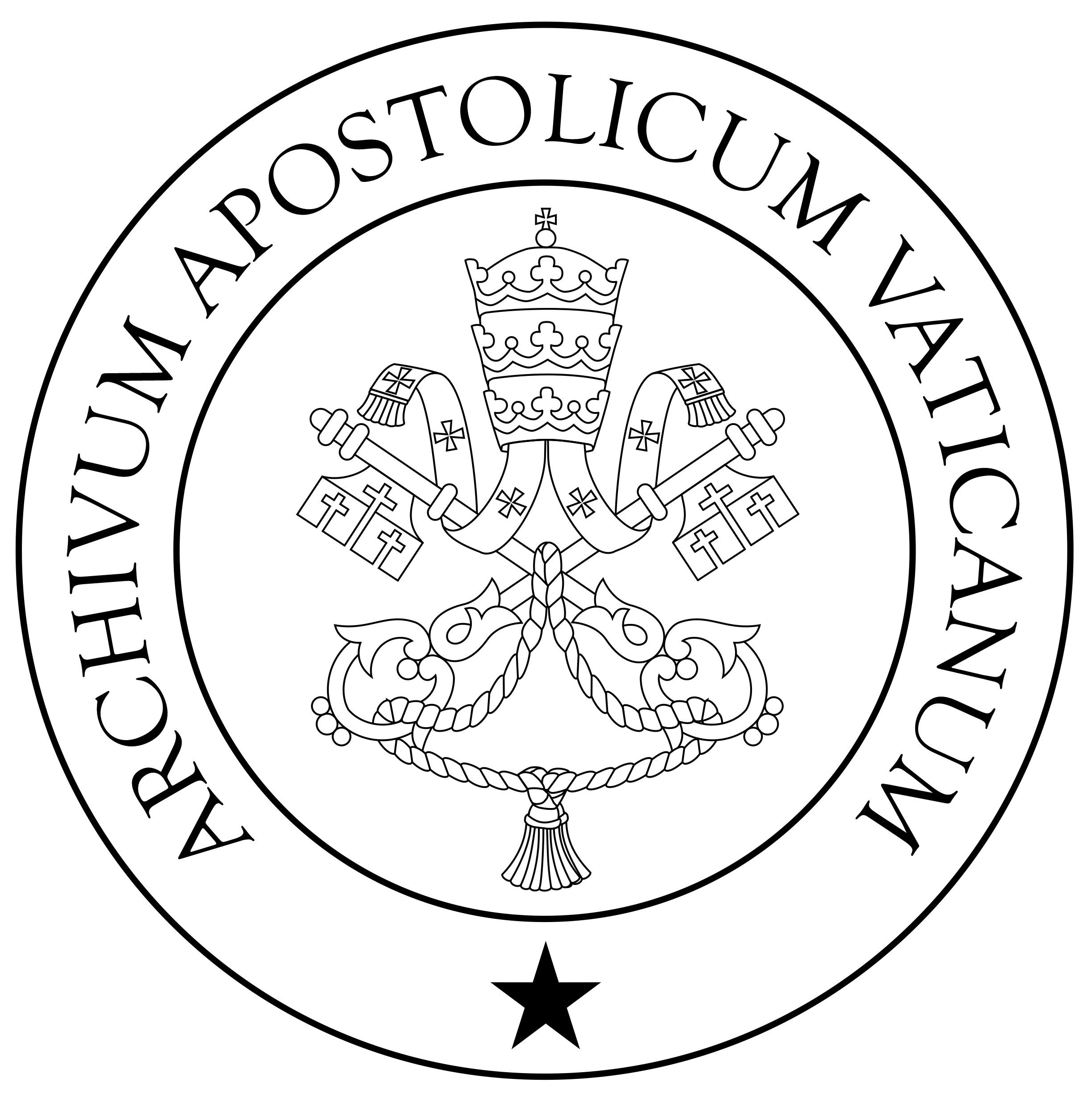
Sceau des Archives apostoliques du Vatican depuis 2019.

Les Archives apostoliques du Vatican (en latin Archivum Apostolicum Vaticanum, en italien Archivio Apostolico Vaticano), anciennement Archives privées apostoliques du Vatican (Archivum Secretum Apostolicum Vaticanum) du milieu du XVIIe siècle à 2019, sont les archives centrales du Saint-Siège.
Ces archives contiennent tous les actes et documents (parchemins, manuscrits, volumes anciens reliés de cuir ou de bois, bulles papales) concernant le gouvernement et l'activité pastorale du pape et des organismes du Saint-Siège. En tant que telles, les Archives apostoliques sont « avant tout et principalement [au service] du Pape et de sa Curie, c'est-à-dire du Saint-Siège » (motu proprio de Léon XIII du 1er mai 1884).

## Histoire

Sceau des Archives secrètes du Vatican.

Débutées avec le rassemblement de documents par le pape Innocent III en 1198, les archives vaticanes sont conservées dans la Bibliothèque apostolique vaticane créée par le pape Nicolas V en 1448, mais les Archives secrètes du Vatican sont officiellement fondées le 31 janvier 1612 par Paul V, lorsque le pape les sépare de la bibliothèque du Vatican, formant ainsi deux institutions bien distinctes.
En juillet 1810, Napoléon, qui ne pardonne pas au pape Pie VII sa neutralité envers l’Angleterre, ordonne au général Miollis, chef du gouvernement des États pontificaux, d’envoyer l’intégralité des archives vaticanes en France à Paris. Dans la nuit du 1er janvier, les soldats français s’emparent ainsi de tous les papiers administratifs et documents historiques de Rome, ce qui constituait environ 45 848 registres d’archives, envoyés séparément dans 27 caisses, qui seront centralisés sous les colonnades de l’hôtel de Soubise en 1813. Finalement les archives du Vatican rentreront en 1817.
Un million et demi de documents sur 2 000 ans d'histoire répartis dans 600 fonds sont actuellement conservés sur deux étages dans 85 kilomètres linéaires de tablettes d'étagères dans un bâtiment climatisé construit sous la cour du musée du Vatican et inauguré par Jean-Paul II en 1982.
Bien que le qualificatif de « secret » signifie « privé » (terme latin secretum faisant référence depuis le XVIIe siècle à l'usage privé de ces documents, par le pape et son entourage) et non à un caractère dissimulé de ces archives, de nombreux volumes restent interdits de consultation, notamment ceux précédant le VIIIe siècle. Cependant en 1881, les Archives secrètes ont été ouvertes à la libre consultation des universitaires par Léon XIII (pour toute la période allant du VIIIe jusqu'au congrès de Vienne en 1815) afin de répondre à une historiographie hostile au christianisme, donnant ainsi naissance à la commission cardinalice pour l’étude des sciences historiques. Paul VI ouvre aux chercheurs les documents relatifs au concile Vatican II, Jean-Paul II à ceux des prisonniers de guerre 1939-1947 et Benoît XVI autorise l'ouverture de toutes les pièces relatives à l'entre-deux-guerres de 1920 à 1939, c’est-à-dire les archives courant jusqu’au pontificat de Pie XI (1922-1939). Le pape François autorise l’ouverture des dossiers relatifs au pontificat de Pie XII (de 1939 à 1958) le 2 mars 2020, 81 ans après le début de ce pontificat, dérogeant à la règle voulant que les archives d’un pape ne s’ouvrent que 70 ans après sa mort.
En 2012, marquant le 400e anniversaire de la création de ces archives secrètes, l'exposition « Lux in Arcana, les archives du Vatican révélées » dans le musée du Capitole à Rome dévoile pour la première fois au public une centaine de documents parmi les plus précieux : procès de Galilée, excommunication de Martin Luther, « confession » des Templiers sur un parchemin de soixante mètres, des lettres de Michel-Ange sur la construction de la basilique Saint-Pierre ou encore la requête en annulation du mariage d'Henri VIII et de Catherine d'Aragon.
En 2019, le pape François change le nom des archives en y retirant l'adjectif « secretum » en invoquant les « changements sémantiques progressifs intervenus dans les langues modernes », déplorant que l’expression ait pris le « sens préjudiciable de caché, non révélé ». Cependant, selon le dictionnaire Gaffiot, ce sens de « caché » existait aussi en latin déjà du temps de Tacite ou Tite Live.

## Organisation

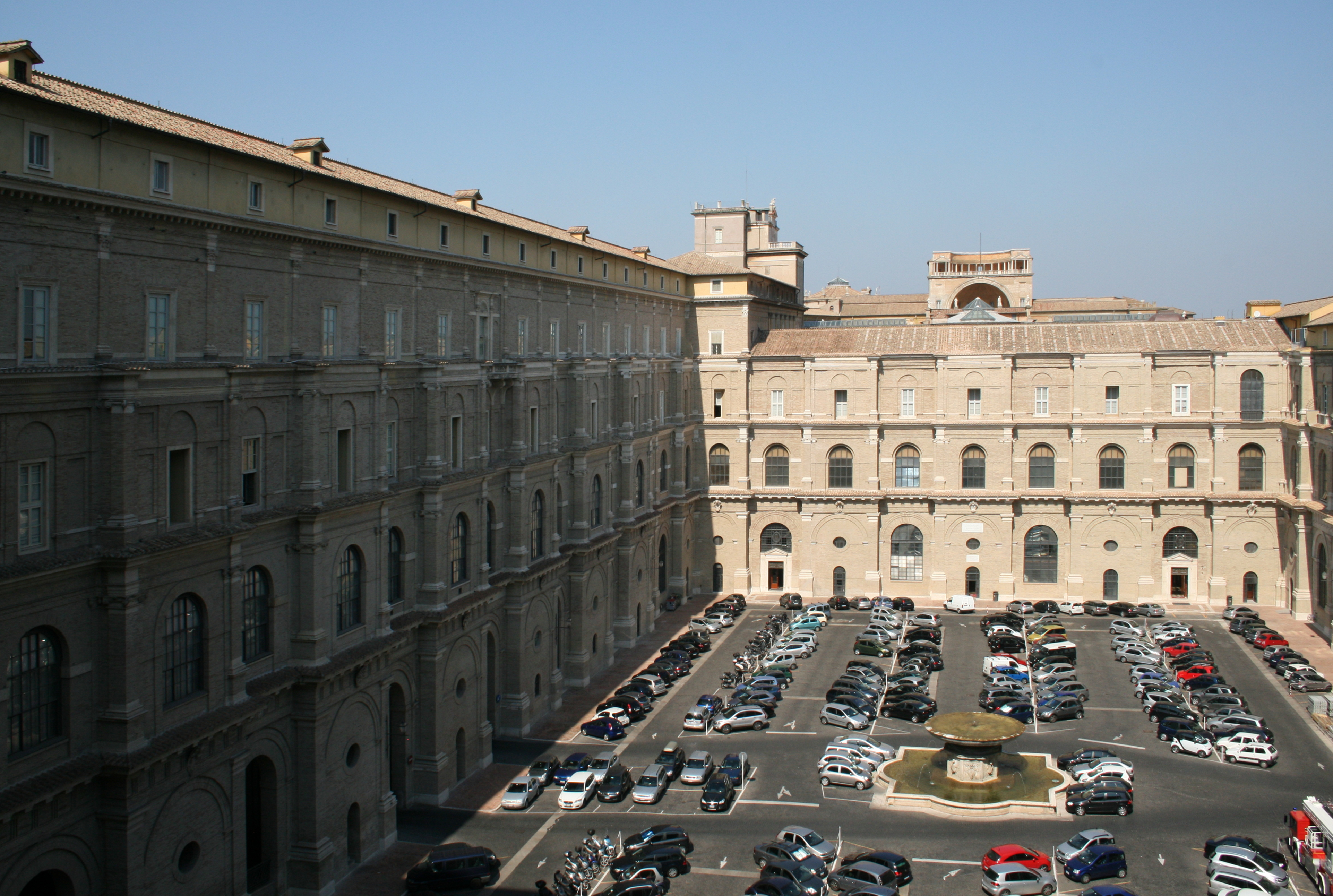
Le couloir transversal auquel on accède par le cortile del Belvedere possède deux entrées : celle de gauche mène aux Archives, celle de droite à la Bibliothèque.

Les conditions d’accès sont, bien entendu, plus complexes que pour les autres centres d’archives sans pour autant relever du mystique, comme il est possible de voir dans certaines fictions. Il suffit d’avoir une lettre de recommandation démontrant une aptitude scientifique à la recherche. Les horaires y sont restreints, l’accès à certains documents également et il est impossible d'en numériser. Seul le Pape a le pouvoir de modifier et réguler l’accès aux fonds.
La diffusion de nouveaux fonds se fait de manière aléatoire, la décision étant prise par le pape régnant, selon sa sensibilité aux questions historiques. L’opinion publique et certaines associations peuvent néanmoins faire pression afin de débloquer des fonds d’archives.
Les archives concernant le pape lui-même ne sont rendues publiques que 75 ans minimum après la fin de son règne – sauf indication contraire de ce dernier. L’intervention du souverain pontife sur la diffusion d’archives la plus notable reste celle du pape Jean-Paul II qui, en 2002, donne accès à certains chercheurs à des documents jusqu’alors classifiés concernant l’implication de l’Église catholique lors de la Seconde Guerre mondiale et plus particulièrement auprès de l’Allemagne nazie. Ces documents, relatifs au règne de Pie XI, décédé en 1939, n’auraient dû être accessibles qu’en 2014.
Les archives apostoliques du Vatican sont composées de plus de 600 fonds d’archives organisés en six groupes : les fonds relatifs au bureau de la curie – tout document légué aux archives par d’autres services ou organisations qui constitue la Curie romaine. Les fonds relatifs aux archives de la représentation pontificale – notamment dans les pays étrangers. Les fonds relatifs aux archives des familles et individus – archives privées. Les fonds relatifs aux conseils œcuméniques de l’Église catholique. Les fonds relatifs aux différents ordres religieux. Et finalement les fonds divers, dont la forme, la provenance et le contenu est variable,.

## Projet de numérisation et conservation
Plusieurs projets de numérisation des ressources présentes aux archives apostoliques du Vatican ont été mis en place au cours des dernières années. En 2018, l’université Roma Tre a, par exemple, développé un logiciel d’intelligence artificielle afin de pouvoir déchiffrer et conserver des manuscrits endommagés. In Codice Ratio rencontre une difficulté majeure, celle de discerner les lettres écrites à la main il y a plus de 700 ans. Les programmeurs ont par la suite développé une mise à jour du logiciel lui permettant une plus grande appréhension de l’écriture manuscrit du Moyen Âge, jusqu’à atteindre 96 % d’exactitude.
D’autres projets de numérisation à plus grande échelle initiés par le bureau des archives apostoliques du Vatican ont été rendus publics en juillet 2020. Le site internet permet un accès en tout temps à la numérisation en haute résolution de bon nombre de documents auparavant uniquement disponibles physiquement au Vatican. Est prévue la mise en ligne de plus de 80 000 manuscrits datant du Moyen Âge jusqu’à la Renaissance. Le projet, ayant officiellement débuté en 2010, souhaite pouvoir numériser un total de 40 millions de pages de documents,.
Le but premier de ces projets étant la diffusion des connaissances et ressources renfermées dans ces documents pour les chercheurs mais également la préservation et la conservation de l’objet en lui-même. Comme mentionné précédemment, certaines ressources datent du Moyen Âge, de la Renaissance. La numérisation représente donc une alternative qui permet de limiter toute manipulation directe des pièces et donc de retarder le plus possible leur inévitable détérioration.
Leur conservation est donc primordiale et la mission première du bureau des archives apostolique du Vatican. Ces ressources inestimables sont non seulement numérisées afin d’y permettre un accès illimité mais elles sont également restaurées, en veillant, bien entendu, à la préservation de son contenu, à son intégrité.
Les travaux à effectuer sont encore colossaux afin de permettre un accès complet aux ressources des archives du Vatican. Un studio de photographie et un laboratoire de restauration ont été mis en place afin d’aider à la mise en ligne des différents documents.

## L'École vaticane de paléographie, diplomatique et archivistique
Appelée de nos jours Scuola Vaticana di Paleografia, Diplomatica e Archivistica, cette école, rattachée aux Archives apostoliques du Vatican, fut instituée par Léon XIII (motu proprio Fin dal principio du 1er mai 1884), sous le nom de « Scuola Vaticana di Paleografia e Critica applicata ». Cette fondation s'inscrivait dans un vaste programme d'approfondissement de la recherche historique concernant la papauté et l'Église.
Dès le début, avec son premier enseignant Isidoro Carini (1843-1895), l'école combine l'étude théorique et la recherche pratique sur les originaux (des Archives ou de la Bibliothèque apostolique vaticane), caractère qui la rend unique jusqu'à nos jours. C'est aussi le seul « Athénée pontifical » qui soit situé à l'intérieur des murs de la Cité du Vatican.
L'école forme des paléographes et des archivistes. Le cycle des cours dure à l'origine un an puis, selon les matières, deux ans. Très vite, le groupe des étudiants s'internationalise et se laïcise.
D'abord située dans les musées du Vatican, son siège est transféré dans la cour du Belvédère en 1968, avec la réforme opérée par le pape Paul VI (statut définitivement approuvé en 1975). Dès lors, est instauré un cours annuel de paléographie grecque (dirigé par Mgr Paul Canart, Scriptor graecus de la Bibliothèque apostolique) à côté du cours annuel d'archivistique et du cours biennal de paléographie, diplomatique et archivistique.

## Archivistes
De 1610 à 1879, le cardinal responsable des archives était le même que celui de la Bibliothèque apostolique vaticane.
- Joseph Hergenröther (1879-1890)
- Agostino Ciasca (1891-1893)
- Luigi Galimberti (1894-1896)
- Francesco Segna (1896-1908)
- Francesco Salesio Della Volpe (1908-1911)

Depuis 1912, le cardinal-bibliothécaire de la Bibliothèque apostolique vaticane est de nouveau responsable des archives vaticanes.
- Mariano Rampolla del Tindaro (1912-1913)
- Francesco di Paola Cassetta (1914-1917)
- Francis Aidan Gasquet (1917-1929)
- Franz Ehrle (1929-1934)
- Giovanni Mercati (1936-1957)
- Eugène Tisserant (1957-1971)
- Antonio Samorè (1974-1983)
- Alfons Stickler (1983-1988)
- Antonio María Javierre Ortas (1988-1992)
- Luigi Poggi (1992-1998)
- Jorge María Mejía (1998-2003)
- Jean-Louis Tauran (2003-2007)
- Raffaele Farina (2007-2012)
- Jean-Louis Bruguès O.P. (2012-2018)
- José Tolentino de Mendonça (2018-2022)
- Angelo Vincenzo Zani (2022-2025)
- Giovanni Cesare Pagazzi (depuis 2025)

## Préfets
- Michele Lonigo (27 octobre 1610 - 25 juillet 1617)
- Baldassarre Ansidei (31 janvier 1612 - 5 décembre 1614, avec Michele Lonigo)
- Niccolò Alamanni (15 octobre 1614 - juillet 1626)
- Felice Contelori (27 septembre 1626 - décembre 1644)
- Costanzo Centofiorini (10 octobre 1644 - août 1656)
- Domenico Salvetti (septembre 1656 - 1665)
- Francesco Ravizza (14 juillet 1665 - 1675)
- Pier Francesco de Rossi (1670 - 1675, en substitution de Francesco Ravizza, qui ne peut remplir son office)
- Giuseppe Vallemani (juillet 1675 - août 1676)
- Giovanni Bissaiga (1676-1691)
- Tommaso di Giulio (1691-1712)
- Giacomo Antonio de Preti (1712-1727)
- Pietro Donnino de Pretis (4 décembre 1727 - 1741)
- Filippo Antonio Ronconi (7 novembre 1741 - 1750)
- Giuseppe Garampi (9 juillet 1751 - 27 janvier 1772, puis nommé archevêque in partibus de Bérythe (de))
- Mario Zampini (mars 1772 - 1782)
- Gaetano Marini (1782-1815)
- Callisto Marini (1782-1822)
- Carlo Altieri (1809-1815)
- Marino Marini (1815-1855)
- Augustin Theiner, C.O. (6 décembre 1855 - juin 1870)
- Giuseppe Cardoni (8 juin 1870 - 7 avril 1873)
- Carlo Cristofori (14 avril 1873 - 13 janvier 1877)
- Francesco Rosi Bernardini (17 janvier 1877 - juin 1789)
- Cardinal Joseph Hergenröther (9 juin 1879 - 3 octobre 1890)
- Agostino Ciasca, O.E.S.A. (13 juin 1891 - juillet 1892)
- Peter Wenzel (28 juillet 1894 - 24 mai 1909)
- Mariano Ugolini (29 mai 1909 - juin 1925)
- Angelo Mercati (22 mai 1925 - octobre 1955)
- Martino Giusti (1955 - avril 1984)
- Josef Metzler, O.M.I. (24 mai 1984 - 1996)
- Sergio Pagano, B. (7 janvier 1997 - 5 juillet 2024)
- Rocco Ronzani (de), O.S.A, depuis le 5 juillet 2024